# Cladomacra
Cladomacra – rodzaj błonkówek z rodziny Pergidae.

## Zasięg występowania
Przedstawiciele tego rodzaju występują w Indonezji oraz Papui-Nowej Gwinei.

## Systematyka
Do rodzaju zaliczanych jest 6 gatunków:
- Cladomacra fulva
- Cladomacra macropus
- Cladomacra nigriceps
- Cladomacra opa
- Cladomacra taoi
- Cladomacra terricola